# Meteorus kraussi
Meteorus kraussi är en stekelart som beskrevs av Muesebeck 1958. Meteorus kraussi ingår i släktet Meteorus och familjen bracksteklar. Inga underarter finns listade i Catalogue of Life.